# 尤里·亚历山德罗维奇·彼得罗夫
尤里·亚历山德罗维奇·彼得罗夫（羅馬化：Yuriy Aleksandrovich Petrov；1947年4月10日—）是俄罗斯政治人物，第六届、第七届和第八届国家杜马代表。他拥有俄罗斯联邦一级高级国家官员头衔。
从列宁格勒国立大学毕业后，彼得罗夫首先在法学院担任助理，后来担任副教授。与此同时，他还在圣彼得堡多家律师事务所担任律师。2004年9月，彼得罗夫被任命为俄罗斯联邦财产基金（2008年清算）副主席。2008年至2011年，他担任联邦国家财产管理局局长。2011年、2016年、2021年分别当选第六届、第七届、第八届国家杜马代表。

## 制裁
彼得罗夫于2022年因俄乌战争而受到英国政府制裁。